# Diego Boneta
Diego Boneta, né le 29 novembre 1990 à Mexico, au Mexique, est un acteur, chanteur, auteur-compositeur et mannequin mexicano-américano-espagnol.

## Biographie
Diego Andrés Gonzáles Boneta, né le 29 novembre 1990 à Mexico d'un père mexicain et d'une mère espagnole.

### Carrière
Il enregistre son album éponyme sorti en 2005 ainsi qu'une version brésilienne de l'album en 2006 avec des chansons en espagnol. L'album a été publié au Mexique, au Brésil et au Chili.
De 2010 à 20211, il incarne Javier Luna dans la série 90210 Beverly Hills : Nouvelle Génération. Ces deux mêmes années, il est apparu comme Alex Santiago dans la série d'ABC Family Pretty Little Liars en tant que vedette invitée.
En 2012, il décroche le rôle de Drew Boley dans Rock Forever.

## Filmographie

### Cinéma
- 2011 : Lolita malgré moi 2 (Mean girls 2) : Tyler Adams
- 2012 : Rock Forever (Rock of Ages) : Drew Boley
- 2015 : Summer camp : Will
- 2016 : Pelé : Naissance d’une légende (Pelé: Birth of a Legend) de Jeff Zimbalist et Michael Zimbalist : Jose
- 2017 : Before I Fall de Ry Russo-Young : Mr. Daimler
- 2018 : Titan (The Titan) de Lennart Ruff : Luis Hernandez
- 2019 : Terminator: Dark Fate de Tim Miller : Diego Ramos
- 2020 : Monster Hunter de Paul W. S. Anderson : Marshall
- 2020 : Nuevo Orden de Michel Franco
- 2021 : Die in a Gunfight de Collin Schiffli
- 2022 : Father of the Bride de Gary Alazraki : Adan Castillo
- 2023 : At midnight de Jonah Feingold : Alejandro

### Télévision
- 2003 : Código F.A.M.A. : lui-même
- 2003 : Alegrijes y Rebujos : Ricardo Sánchez
- 2004 : Misión S.O.S : Christian Martinez (124 épisodes)
- 2005 - 2006 : Rebelde : Rocco Bezauri
- 2008 : Terminales
- 2010 : Zeke et Luther : Tiki Delgado
- 2010 - 2011: 90210 Beverly Hills : Nouvelle Génération : Javier Luna (5 épisodes)
- 2010 : Pretty Little Liars : Alex Santiago (5 épisodes)
- 2012-2013 : Underemployed : Miles Gonzalez (5 épisodes)
- 2015 : The Dovekeepers : Amram
- 2015 : Scream Queens : Pete Martinez (13 épisodes)
- 2016 : Jane the Virgin : Dax
- 2018 : Luis Miguel, la série : Luis Miguel (27 épisodes)

## Distinctions

### Récompenses
- 2012 : ALMA Awards de l'acteur de film préféré dans une comédie musicale pour Rock Forever (Rock of Ages) (2012).
- 2018 : PRODU Awards du meilleur acteur dans une mini-série où un téléfilm pour Luis Miguel, la série (2018-).

### Nominations
- 2019 : The Platino Awards for Iberoamerican Cinema du meilleur acteur dans une mini-série où un téléfilm pour Luis Miguel, la série (2018-).
- 2021 : The Platino Awards for Iberoamerican Cinema du meilleur acteur dans un second rôle dans un drame de science-fiction pour Monster Hunter (2020).
- 2022 : The Platino Awards for Iberoamerican Cinema du meilleur acteur dans une mini-série où un téléfilm pour Luis Miguel, la série (2018-).

## Discographie

### Albums studio
- 2005 : Diego
- 2008 : Indigo
- 2018 : Luis Miguel la serie, soundtrack

### Singles
- 2005 : Aquí Voy
- 2006 : Responde
- 2006 : Más
- 2007 : Solo Existes Tú
- 2008 : Perdido En Ti
- 2008 : Millón De Años
- 2010 : Siempre Tu
- 2015 : The Warrior

### Vidéos
- 2006 : Responde
- 2006 : Más
- 2007 : Solo Existes Tú
- 2008 : Perdido En Ti
- 2008 : Millón De Años

### Soundtrack
- 2010 : One More Time de la série 90210
- 2010 : Fade Away de la série 90210
- 2010 : Siempre Tu de la série 90210
- 2010 : Siempre tu de la série Pretty Little Liars